# 動賓主語序
如果在句子中，主语（S）、宾语（O）、动词（V）按照“动-宾-主”的顺序排列，这种语序就被称为动-宾-主语序（VOS，Verb–Object–Subject）。
像南島語系語言的斐濟語、馬達加斯加語、古爪哇語和馬雅語族的索西語等皆為谓宾主结构的基本語序，而以上所述的這些語言亦皆為使用作格的語言。